# 孙飘扬
孙飘扬（1958年—），江苏金湖人，汉族，中华人民共和国企业家、全国人民代表大会江苏地区代表。

## 生平
1982年本科毕业于中国药科大学药物化学专业，硕士毕业于南京大学有机化学专业，中共党员。担任江苏恒瑞医药股份有限公司董事长。2008年起担任全国人大代表。2013年，被选为全国人大代表。2018年2月24日，当选为第十三届全国人大代表。
2019年11月7日，福布斯发布2019年度中国富豪榜，孙飘扬家族以1824.3亿元财富位居第四位。